# Abformung (Medizin)

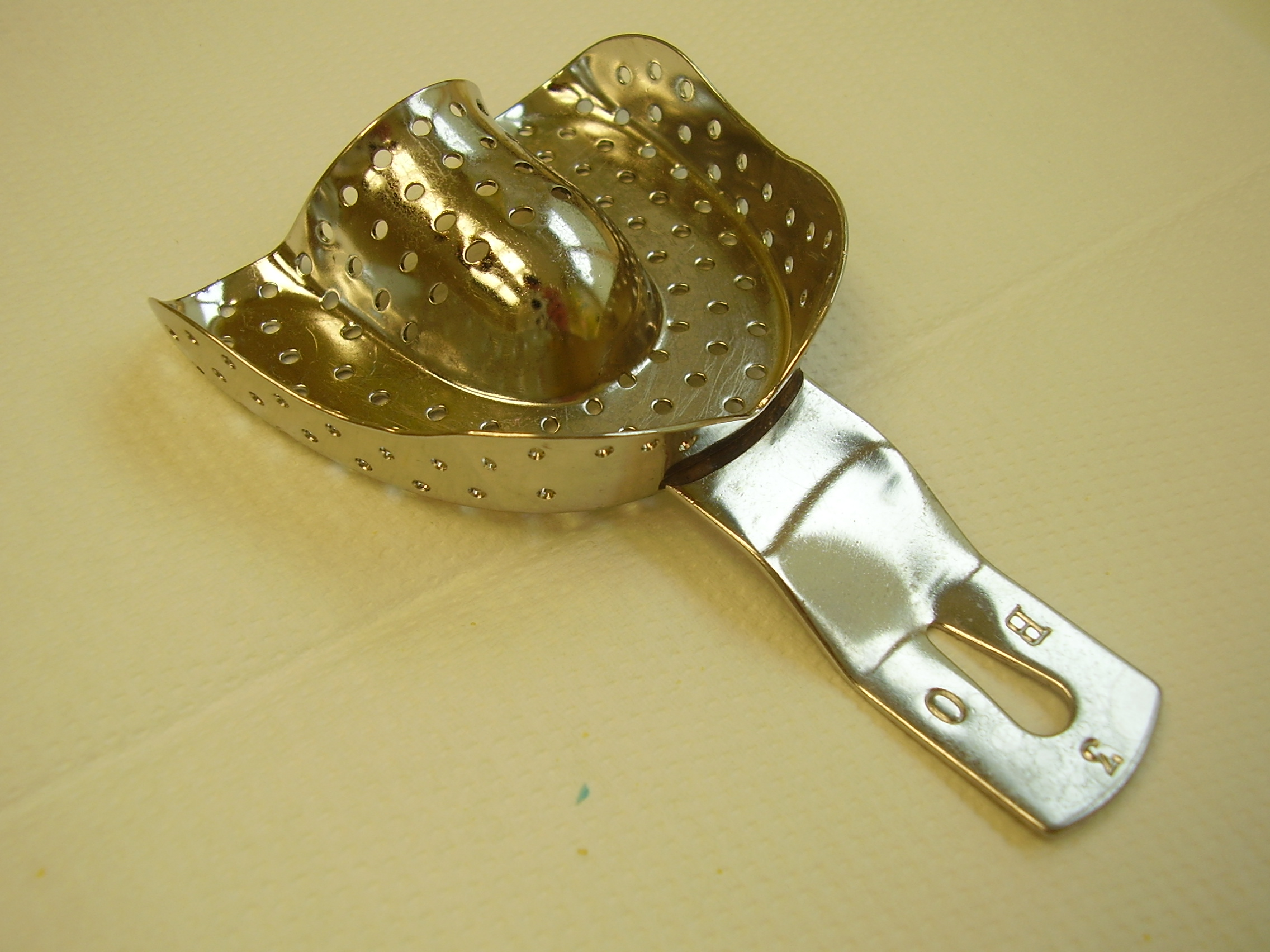
Konfektionierter Abformlöffel (Konfektionslöffel) für den bezahnten Oberkiefer

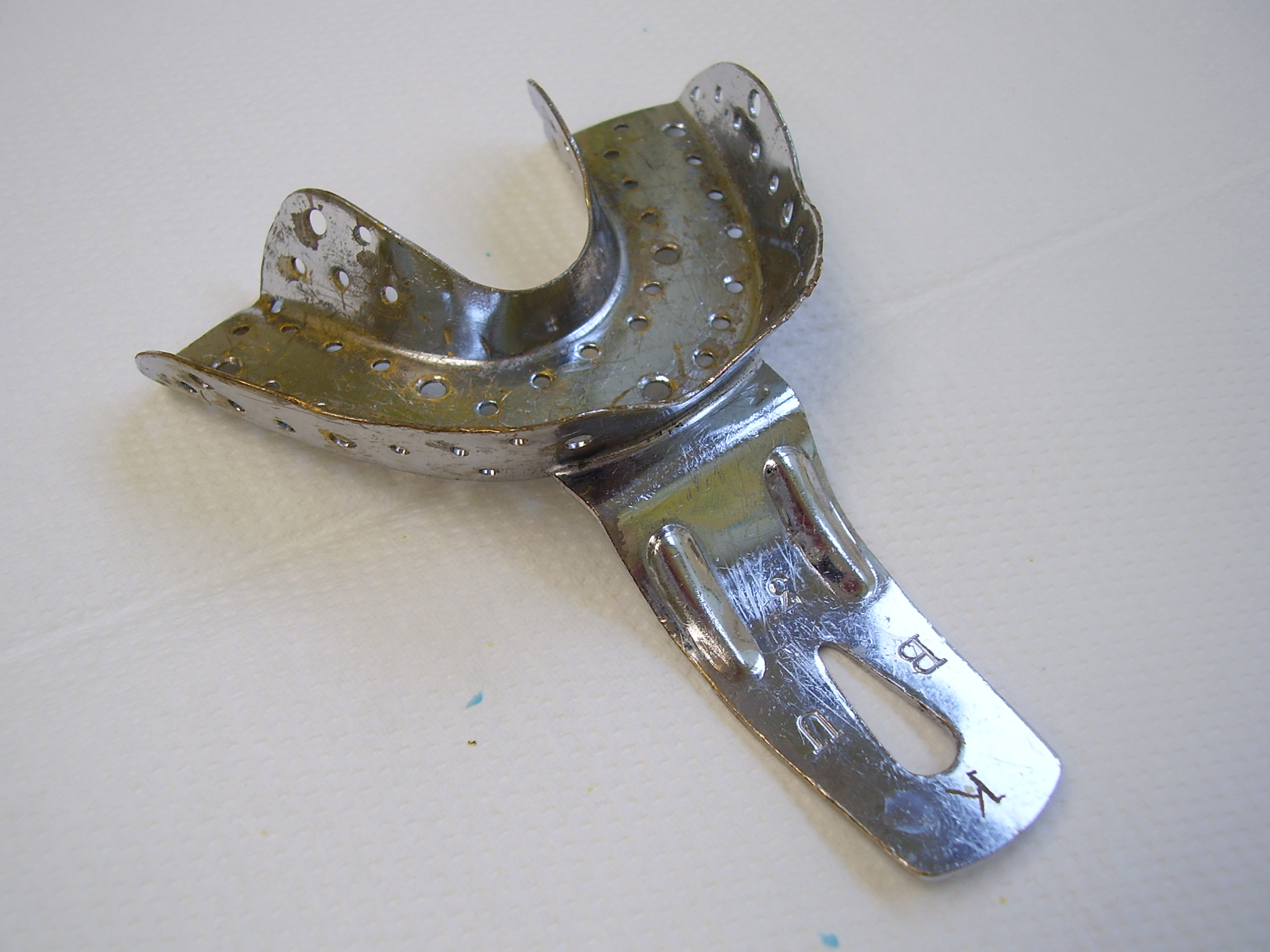
Konfektionierter Abformlöffel (Konfektionslöffel) für den bezahnten Unterkiefer

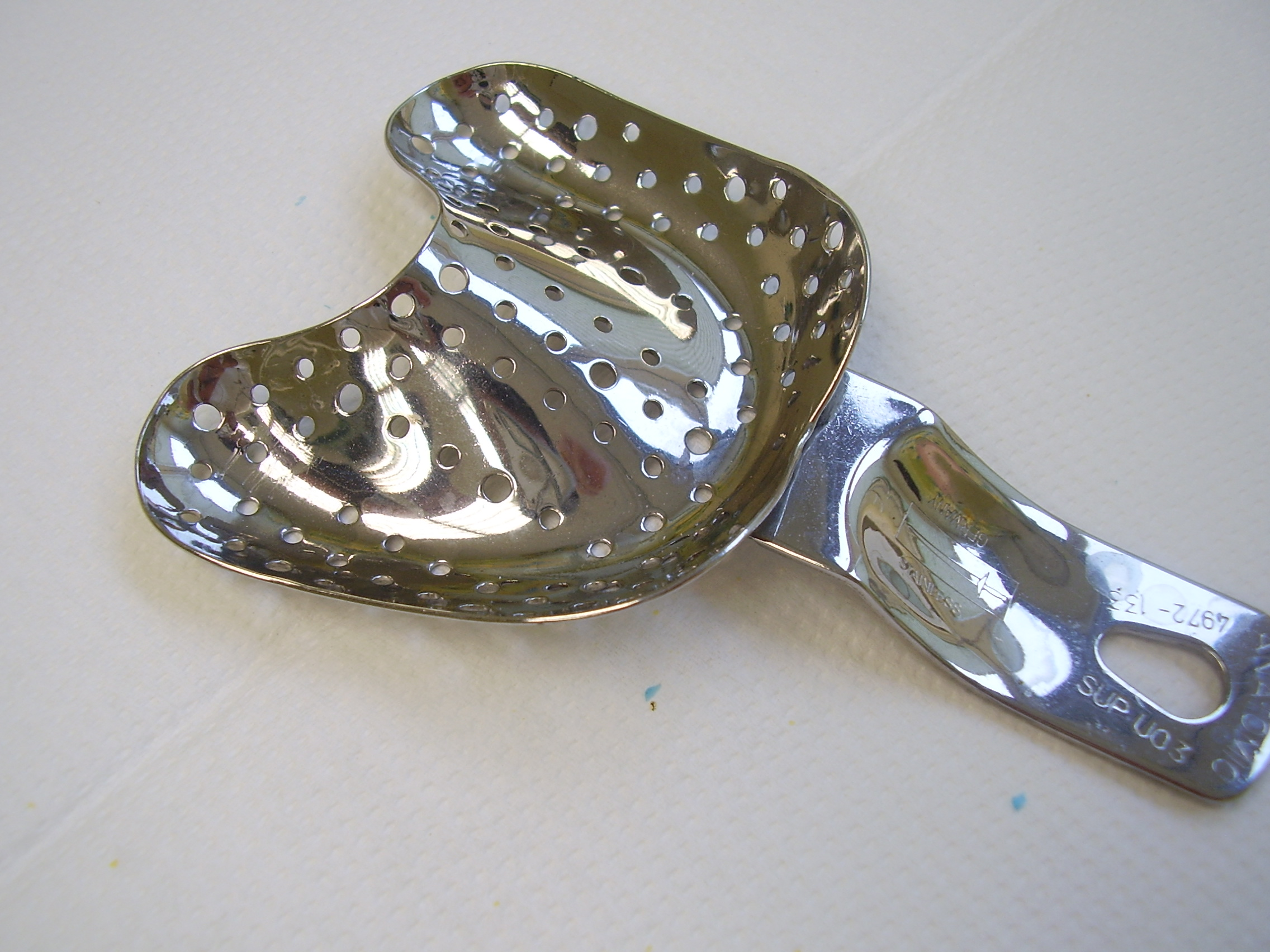
Konfektionierter Abformlöffel für den unbezahnten Oberkiefer

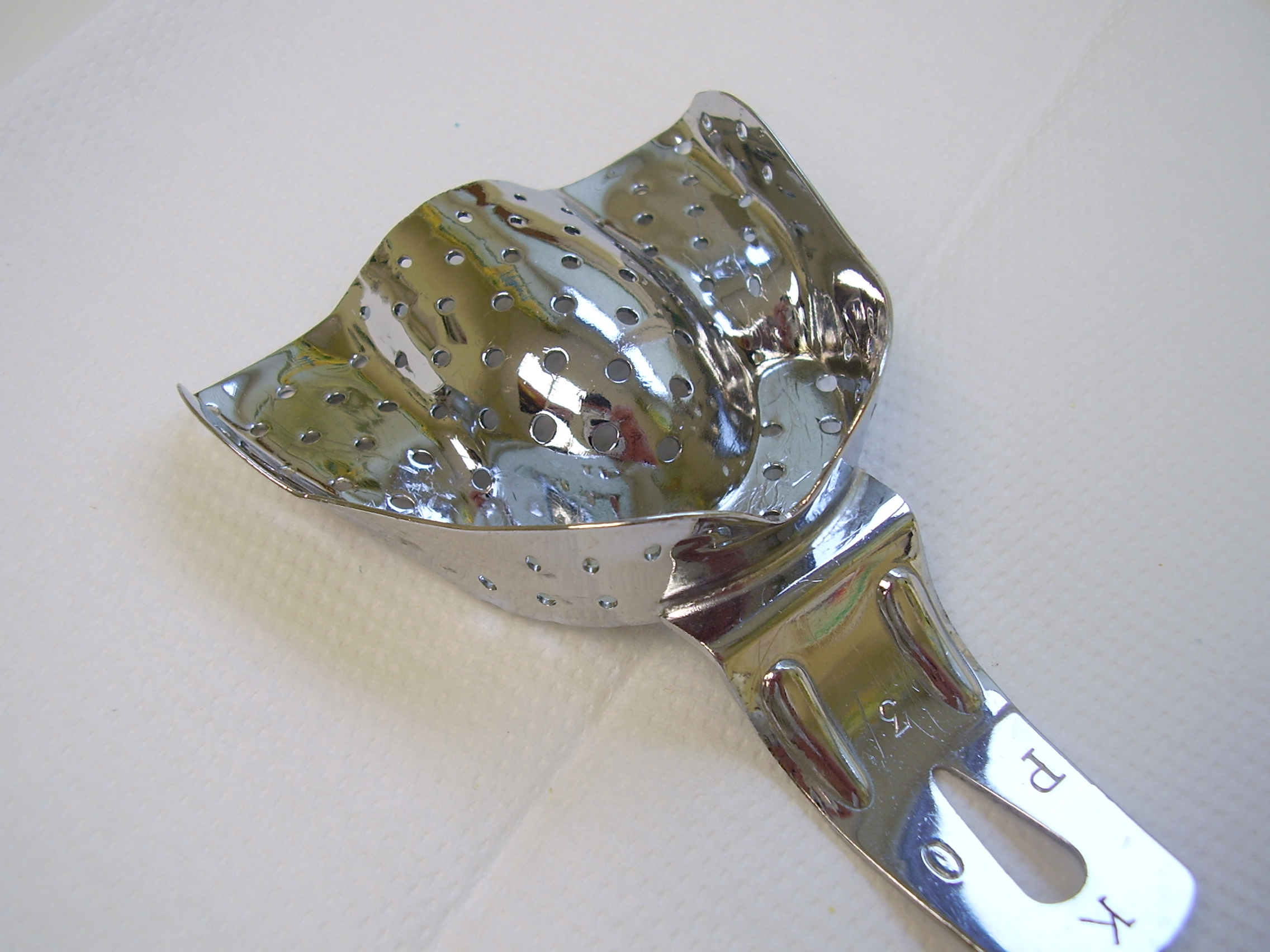
Konfektionierter Abformlöffel für den teilbezahnten Oberkiefer

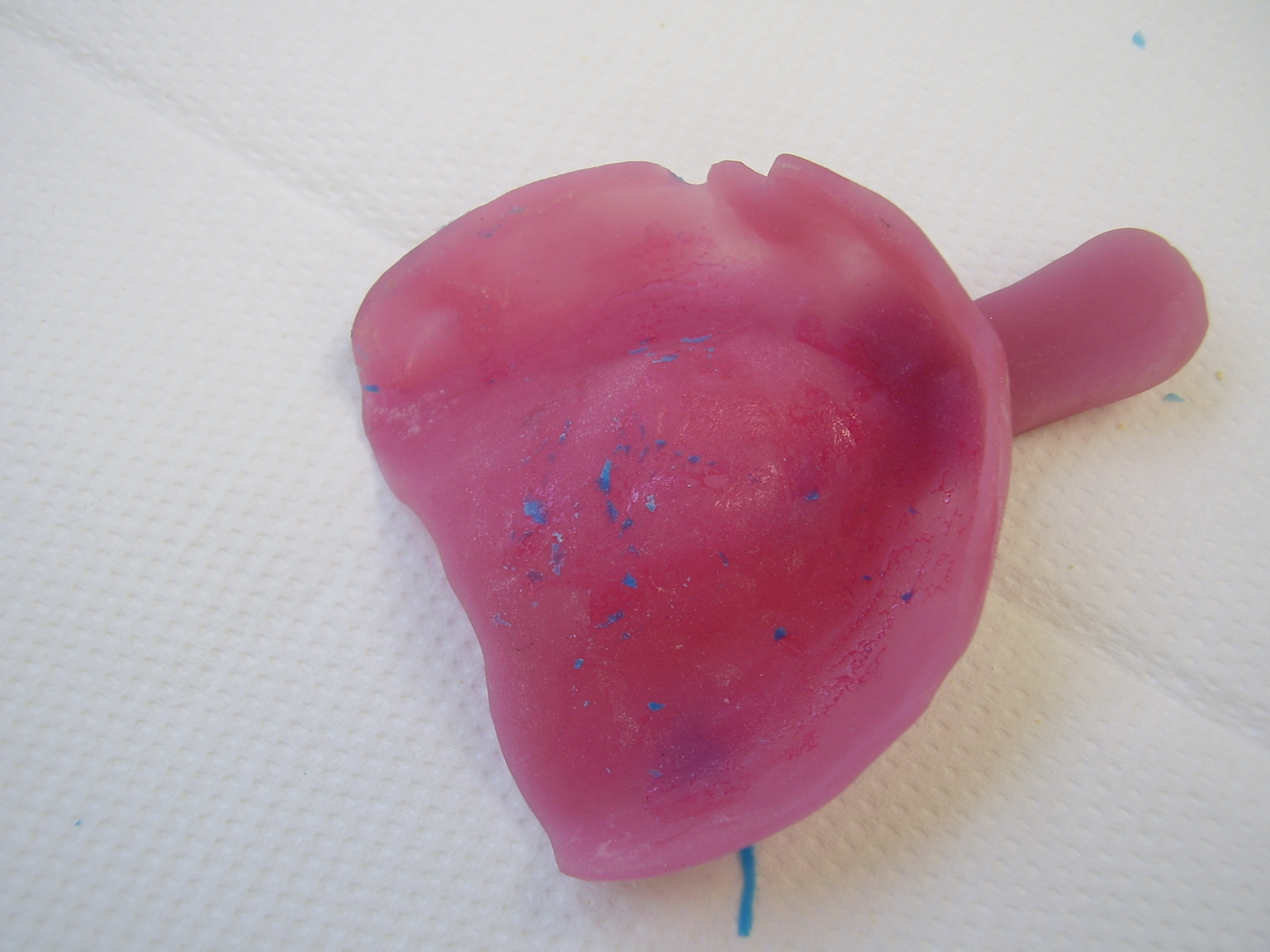
Individueller Abformlöffel für den unbezahnten Oberkiefer

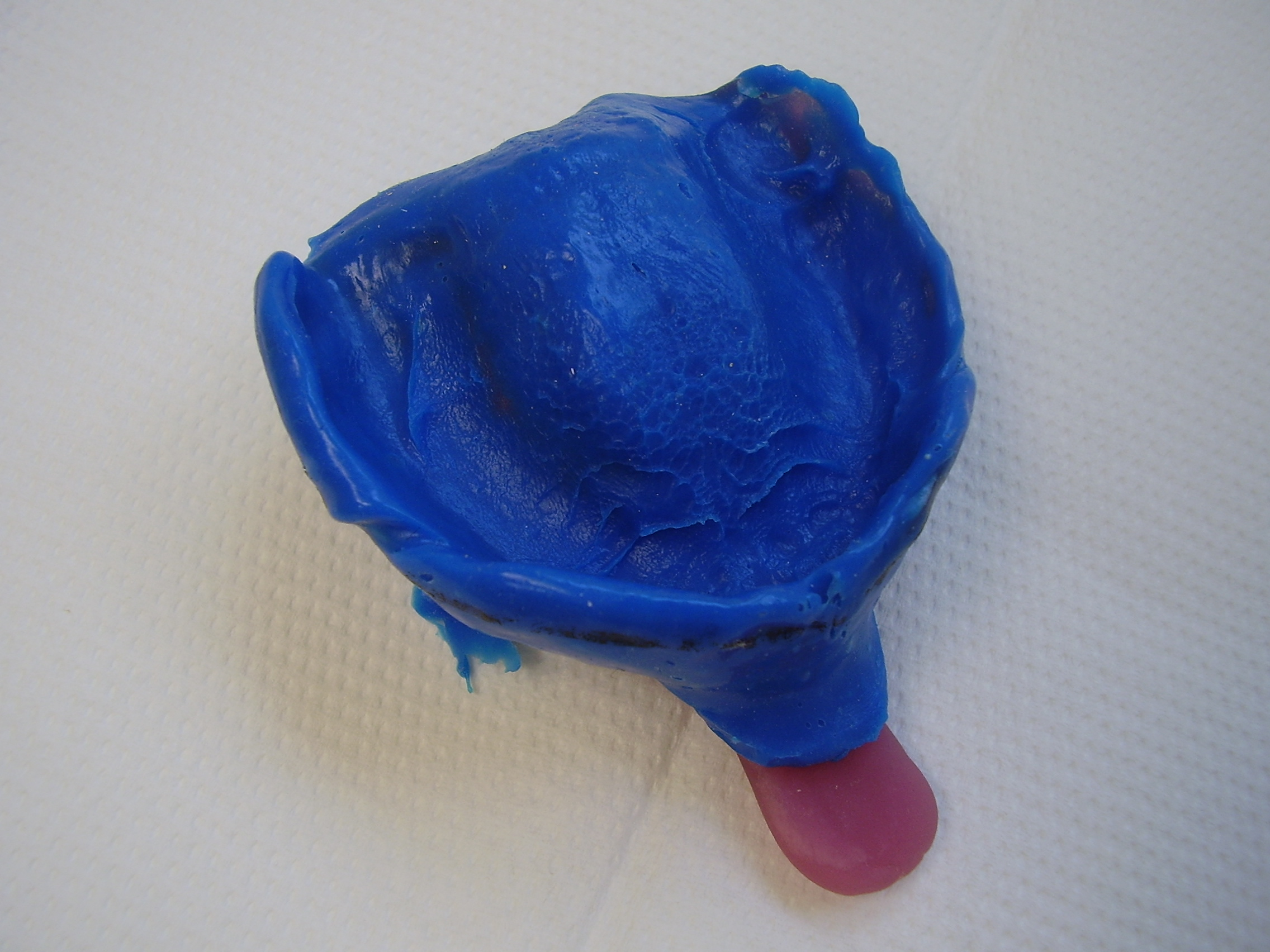
Abformung eines unbezahnten Oberkiefers mit einem individuellen Abformlöffel

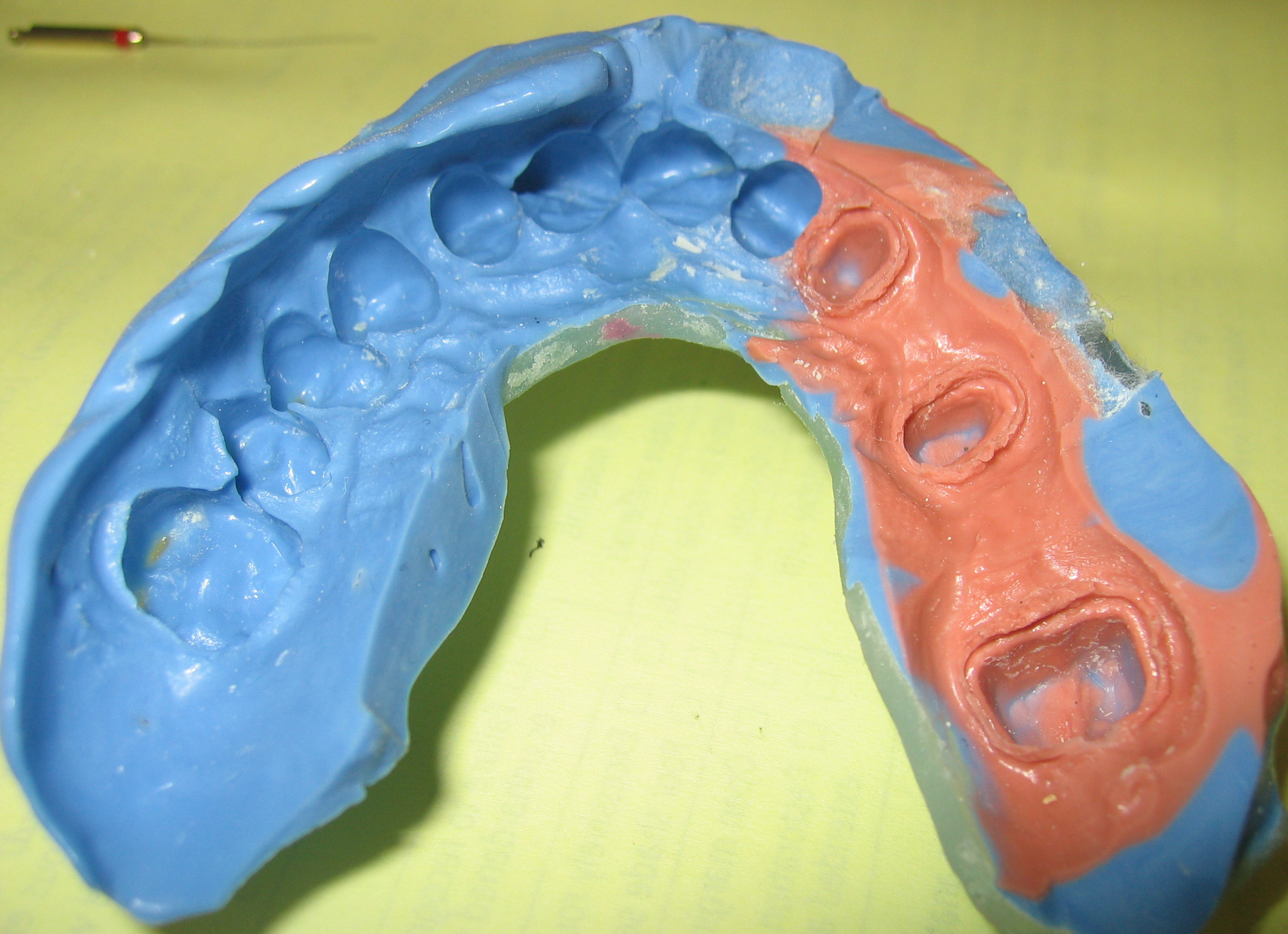
Abformung mit zwei Materialien: „Doppelmischabformung“

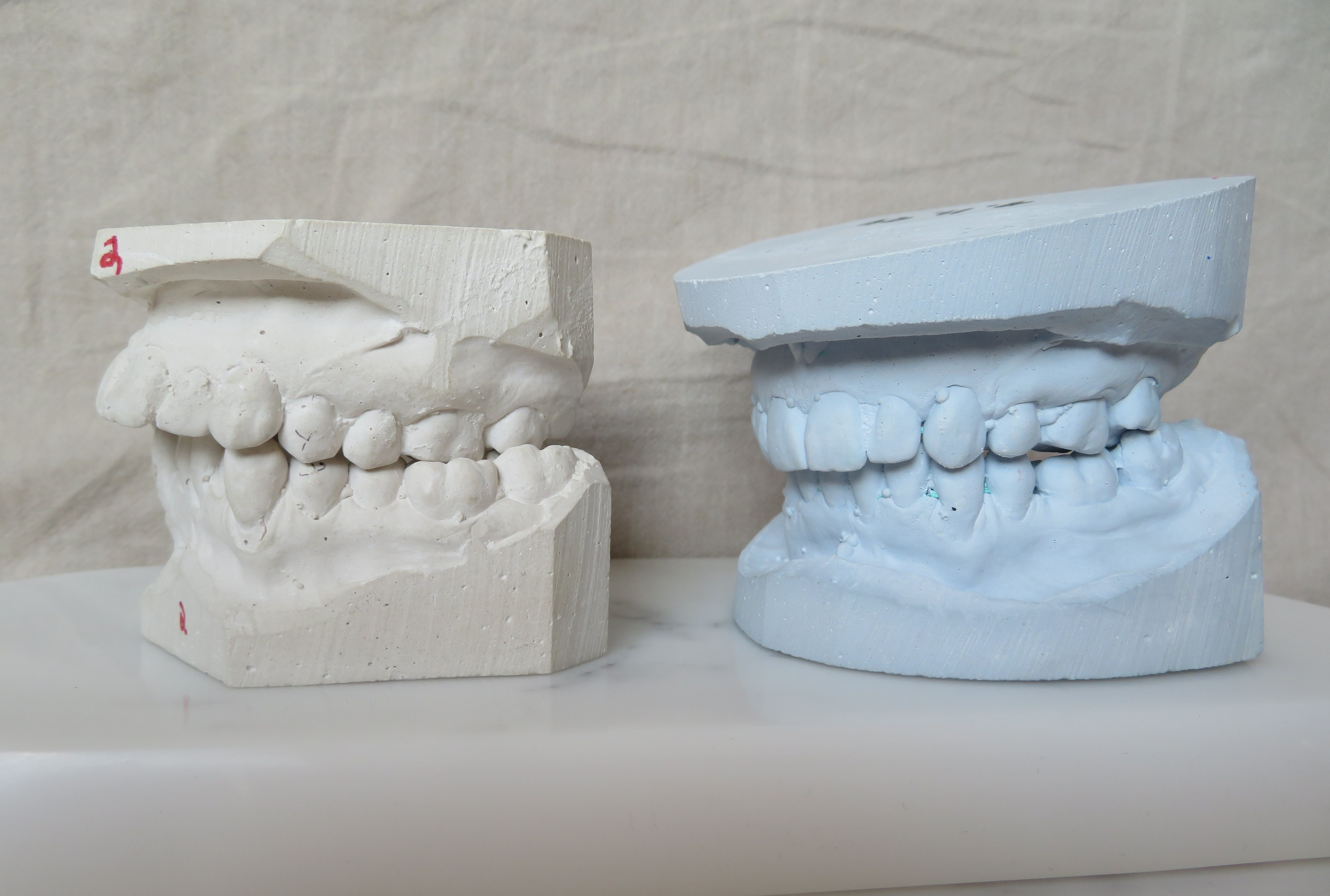
Gipsabgüsse, die vor und nach einer kieferorthopädischen Behandlung mithilfe von Abformungen hergestellt wurden.

Die Abformung ist ein Arbeitsschritt in der Zahnmedizin und der Defektprothetik. Dabei wird durch Abformen oder Abguss eine Negativform eines Körperareales (beispielsweise des Alveolarfortsatzes eines Kiefers oder eines Amputationsstumpfes) hergestellt, die dann ihrerseits durch Ausgießen mit einem geeigneten Material (beispielsweise Gips) zu einer Positivform des abgeformten Areals führt, also einer Kopie der Form, auch „Modell“ genannt. Auf solchen Modellen werden beispielsweise Defektprothesen oder Zahnersatz angefertigt, oder sie dienen zur Diagnostik oder Therapie-Planung.
In der Zahnmedizin werden die Begriffe „Abformung“ und „Abdruck“ oft synonym verwendet, obwohl streng genommen der Abdruck das Ergebnis der Abformung ist.

## Theoretische Grundlagen
Notwendigerweise benötigt man zur Abformung ein Material, welches sich einerseits an die Oberfläche des abzuformenden Areales anschmiegen kann, andererseits nach Beendigung des Kontaktes – insbesondere während eines etwaigen Transportes und der Weiterverarbeitung – die dabei eingenommene Form beibehält. Hierzu bieten sich thermoplastische und duroplastische Materialien sowie erstarrende Flüssigkeiten an.
Die Trennung von Objekt und Abformung sollte für beide zerstörungsfrei erfolgen. Daraus ergeben sich oft Probleme, wenn das abzuformende Areal Unterschnitte aufweist, also das Abformmaterial die abzuformende Struktur nicht nur bedeckt, sondern auch umgreift. Deshalb sollten Abformmaterialen zumindest eingeschränkt elastische oder elastomere Eigenschaften haben.
Um möglichst zeichnungsgenau zu sein, muss das Abformmaterial während der Abformung einer Veränderung seiner Oberflächenform möglichst wenig Widerstand entgegensetzen. Um die dabei eingenommene Form möglichst genau auf das Modell übertragen zu können, muss es nach der Abformung einer Veränderung seiner Oberflächenform möglichst viel Widerstand entgegensetzen. Diese einander widersprechenden Anforderungen sind in der Regel nur um den Preis einer tiefgreifenden chemischen oder physikalischen Veränderung des Materials zu erreichen. Solche Veränderungen gehen häufig mit einer Volumenänderung einher, welche die Übereinstimmung des Abdruckes mit dem abgeformten Areal beeinträchtigt und daher unerwünscht ist. Die Tatsache, dass die angestrebten Eigenschaften der Abformmaterialien sich oft gegenseitig ausschließen oder mindestens herabsetzen (z. B. Zeichnungsgenauigkeit und Volumenstabilität) haben zu relativ komplexen Verfahren bei der Abformung geführt, durch die verschiedene Einflüsse weitgehend neutralisiert werden sollen.

## Abformmaterialen
Bei der Abformung kommen als elastische Materialgruppen hauptsächlich Hydrokolloid (z. B. Alginat oder Agar), Silikon, Polyether und Polysulfid zur Anwendung, als nicht-elastische Materialgruppen z. B. Gips, Wachs oder Schellack.

## Abformmethoden

### Freie Verfahren
Bei freien Verfahren werden Materialien verwendet, die nach dem Aushärten stabil genug sind, um unproblematisch transportiert und weiterverarbeitet werden zu können. Ein Beispiel hierfür ist die klassische Gesichtsabformung mit Gips, wie sie etwa zur Herstellung von Halbbüsten oder Totenmasken verwendet wurde: Flüssiger Gips wird auf das Gesicht des Objektes aufgetragen. Nach dem Aushärten kann die Gipsschablone abgenommen und weiterverwendet werden.

### Trägerverfahren
Da nicht alle Abformmaterialien nach dem Aushärten so stabil sind wie beispielsweise Gips, bedarf es weiterer Maßnahmen, um auch weniger stabile Materialien verwenden zu können.

#### Primäre Träger
Hierzu werden stabile Träger für das Abformmaterial verwendet, die in der Zahnmedizin „Abformlöffel“ genannt werden. Der Abformlöffel wird mit dem Abformmaterial gefüllt. Es kann zusätzlich auch (spezielles) Material direkt auf den abzuformenden Bereich aufgebracht werden, normalerweise ein dünnerfließendes Material, das dann durch den „Stempeldruck“ der härteren Abformmasse eine besonders exakte Abformung gewährleistet (Doppelmischabformung). Nach dem Abbindevorgang werden Löffel und Abformmaterial gemeinsam abgenommen.
Abformlöffel können konfektioniert oder individuell sein. Verfahren, bei denen konfektionierte Löffel zur Anwendung kommen, sind die Korrekturabformung und die Doppelmischabformung.
Sollen individuelle Löffel verwendet werden, muss zunächst eine Situationsabformung mit einem konfektionierten Löffel erfolgen. Nach Herstellung eines Situationsmodells kann dann ein individueller Löffel hergestellt werden.

#### Sekundäre Träger
Beim Abformverfahren mit sekundärem Träger wird zeitlich umgekehrt verfahren wie bei der individuellen Abformung: Zunächst wird ein zeichnungsgenaues und elastisches Abformmaterial aufgebracht (meist Alginat), in das während des Abbindeprozesses Retentionskörper (beispielsweise Büroklammern) eingebracht werden, die nach dem vollendeten Aushärtungsprozess nach außen aus dem Abformmaterial herausstehen. Dann wird auf das ausgehärtete Abformmaterial ein stabilisierendes Material (meist Gips) aufgetragen, das es nach dem Abbinden erlaubt, beide Schichten verformungsfrei abzunehmen und weiter zu bearbeiten.

### „Optische“ Abformung
Moderne CAD/CAM-Verfahren in der Zahnmedizin (beispielsweise Cerec) verzichten auf die physische Abformung des behandelten Zahnes, indem sie nach optischer Erfassung des Zahnes ein virtuelles Abbild erzeugen, auf dem dann per CAD Zahnersatz geplant und via CAM gefertigt wird. Die optische Abtastung des Stumpfes wird daher auch „optische Abformung“ genannt.